# Справедливост
 Тази статия е за моралната категория.  За държавната дейност вижте Правосъдие.  
Справедливостта е понятие за моралната правота.
Основано на етиката, рационалността, закона, естественото право, религията, честността, както и прилагането на закона, като се вземат предвид неотменимите и вродени права на всички човешки същества и граждани, правото на всички хора и граждани на еднаква защита пред закона на гражданските им права, без дискриминация въз основа на раса, пол, сексуална ориентация, полова идентичност, национален произход, цвят на кожата, етническа принадлежност, религия, увреждане, възраст или други характеристики, и допълнително включва в себе си социалната справедливост.

## Разбирания на справедливостта

### Справедливостта като хармония
В своя диалог Държавата Платон използва Сократ, за да твърди, че справедливостта се отнася едновременно до справедливия гражданин и справедливата държава. Справедливостта е истинско, хармонично отношение между страните – личността и града.

### Справедливостта като естествен закон
За поддръжниците на справедливостта като естествен закон (например Джон Лок) тя включва системи от последствия, които естествено произтичат от действието или избора. В това отношение тя е подобна на законите на физиката: по същия начин както Третият закон за движението на Нютон изисква, че за всяко действие трябва да има равно по сила и обратно по посока противодействие, справедливостта изисква според индивидите или групите, това което те са достойни или заслужават, или са упълномощение. Справедливостта, в този смисъл, е универсална и абсолютна концепция: законите, принципите, регулаците и прочее са само опити да се кодифицира тази концепция, дори и в някои случаи резултатите от тях да противоречат на естественото право.

## Разбиране в правото
Една от дефинициите за справедливост е независимото разследване на истината.

## Други
На справедливостта е наречена улица в квартал „Суходол“ (Карта), а на правдата в квартал „Иван Вазов“ (Карта) в София.